# 韋爾比夫卡 (伏林州)
51°20′54″N 23°44′50″E / 51.34833°N 23.74722°E
韋爾比夫卡（羅馬化：Verbivka）是烏克蘭的村落，位於該國西部沃倫州，由科韋利區負責管轄，始建於1963年，面積0.24平方公里，海拔高度169米，2001年人口88，人口密度每平方公里366.67人。